# عمرو طارق
عمرو طارق (مواليد 17 مايو 1992) هو لاعب كرة قدم مصري (يحمل الجنسيتين المصرية والأمريكية) يجيد اللعب في مركز الظهير الأيسر، ويلعب أيضًا كقلب دفاع، ويلعب حاليًا لنادي أورلاندو سيتي بالدوري الأمريكي الممتاز.

## مسيرته الكروية

### البدايات
بدأ عمرو طارق لعب كرة القدم في قطاع ناشئين نادي أسمنت أسيوط. ثم لعب لنادي إنبي في صفوف الشباب لعام واحد قبل الاحتراف بالخارج، ثم انضم إليهم في عام 2016 لمدة ثلاثة مواسم في صفقة انتقال حر وذلك بعد فسخ تعاقده مع نادي الإسماعيلي. وفي عام 2010 احترف إلى نادي ماغديبورغ الألماني وانضم لقطاع الناشئين تحت 19 سنة شارك معهم في 22 مباراة سجل خلالها 6 أهداف، وانضم أيضًا لفريق الرديف شارك معه في مباراتين خلال عام 2011 ولم يسجل له أهداف. ثم انتقل إلى فريق الرديف لنادي فرايبورغ في صفقة انتقال حر، وشارك مع النادي في 15 مباراة ولم يسجل له أهداف.

### الجونة
عاد عمرو طارق إلى بوابة الدوري المصري مرة أخرى عن طريق نادي الجونة وشارك معه في 47 منهم 45 مباراة بالدوري واثنتان بالكأس  ، ثم لفت أنظار ريال بيتيس الصاعد حديثًا لدوري الدرجة الأولى الإسباني وقتها.

### ريال بيتيس
في 6 يوليو 2015 اجتاز عمرو طارق الفحص الطبي بنجاح تمهيدًا لانضمامه للفريق، وتم الإعلان عن الصفقة رسميًا في نفس اليوم، وأصبح أول لاعب مصري يلعب في صفوف ريال بيتيس وثاني مصري بشكل عام ينضم للدوري الإسباني بعد أحمد حسام ميدو الذي لعب لسلتا فيغو في 2003.
ولكنه لم يشارك مع الفريق في أي مباراة ثم أعير إلى نادي كولومبوس كرو الأمريكي ، وفي 13 يونيو 2016 أعلن النادي إنهاء تعاقده مع اللاعب بالتراضي، حسب بيان أصدره النادي على موقعه الرسمي.

### كولومبوس كرو
أعير اللاعب إلى نادي كولومبوس كرو الأمريكي في 2 فبراير 2016 وانتهت في 5 مايو 2016  شارك اللاعب خلالها في مباراة واحدة لعب خلالها دقيقتين بغض النظر عن الوقت بدل الضائع.

### إنبي
بعد يومين من إنهاء تعاقده بالتراضي مع ريال بيتيس، عاد عمرو طارق إلى مصر وتعاقد مع نادي الإسماعيلي في 15 يونيو 2016 لمدة 4 مواسم في صفقة انتقال حر، ولكن تم فسخ العقد بعد 33 يومًا فقط من ضمه. واستطاع نادي إنبي الحصول علي توقيع عمرو طارق لمدة ثلاث سنوات.

## إحصائيات مهنية

### النادى
اعتبارًا من 11 ديسمبر، 2018
| النادى                 | الموسم         | الدوري                   | الدوري    | الدوري  | الكأس     | الكأس   | قارى      | قارى    | الإجمالى  | الإجمالى |
| النادى                 | الموسم         | قطاع                     | المشاركات | الإهداف | المشاركات | الإهداف | المشاركات | الإهداف | المشاركات | الإهداف  |
| ---------------------- | -------------- | ------------------------ | --------- | ------- | --------- | ------- | --------- | ------- | --------- | -------- |
| 1.نادي ماغديبورغ       | 2010-11        | تحت 19 البوندسليجا       | 24        | 6       | 0         | 0       | 0         | 0       | 24        | 6        |
| نادى فرايبورغ          | 2011-12        | الدوري الإقليمي الجنوبى  | 15        | 0       | 0         | 0       | 0         | 0       | 15        | 0        |
| فولفسبورغ الثانية      | 2012-13        | الدوري الإقليمي الشمالية | 20        | 1       | 0         | 0       | 0         | 0       | 20        | 1        |
| الجونة                 | 2013-14        | الدوري المصري الممتاز    | 15        | 0       | 1         | 0       | 0         | 0       | 16        | 0        |
| الجونة                 | 2014-15        | الدوري المصري الممتاز    | 30        | 0       | 1         | 0       | 0         | 0       | 31        | 0        |
| الجونة                 | الإجمالى       | الإجمالى                 | 45        | 0       | 2         | 0       | 0         | 0       | 47        | 0        |
| بيتيس                  | 2015-16        | الدوري الإسباني          | 0         | 0       | 0         | 0       | 0         | 0       | 0         | 0        |
| كولومبوس كرو (إعارة)   | 2016           | MLS                      | 1         | 0       | 0         | 0       | 0         | 0       | 1         | 0        |
| إنبي                   | 2016-17        | الدوري المصري الممتاز    | 23        | 0       | 2         | 0       | 0         | 0       | 25        | 0        |
| وادى دجلة              | 2017-18        | الدوري المصري الممتاز    | 11        | 0       | 0         | 0       | 0         | 0       | 11        | 0        |
| أورلاندو سيتى (إعاراة) | 2018           | MLS                      | 20        | 1       | 2         | 0       | 0         | 0       | 22        | 1        |
| نيويورك ريد بولز       | 2019           | MLS                      | 0         | 0       | 0         | 0       | 0         | 0       | 0         | 0        |
| مجموع الإجمالى         | مجموع الإجمالى | مجموع الإجمالى           | 159       | 8       | 6         | 0       | 0         | 0       | 165       | 8        |

## وصلات خارجية
- عمرو طارق على موقع الاتحاد الأوربي (الإنجليزية)
- عمرو طارق على موقع الدوري الأمريكي (الإنجليزية)
- عمرو طارق على موقع قاعدة بيانات كرة القدم.إي يو (الإنجليزية)
- عمرو طارق على موقع ناشيونال فوتبول تيمز (الإنجليزية)
- عمرو طارق على موقع Soccerbase.com (لاعب) (الإنجليزية)
- عمرو طارق على موقع Soccerway.com (الإنجليزية)
- عمرو طارق على موقع عالم كرة القدم.نت (الإنجليزية)
- عمرو طارق على موقع AS.com (الإسبانية)